# Dividendenstripping
Unter Dividendenstripping versteht man im Finanzwesen und beim Aktienhandel die Kombination eines Kaufs einer Aktie kurz vor dem Zeitpunkt der Dividendenzahlung mit dem Verkauf derselben Aktie kurz nach dem Dividendentermin, dem sogenannten Ex-Tag. Bei dieser Anlagestrategie wird aus der Sicht des Aktienverkäufers die Aktie zum höheren Börsenkurs vor dem Dividendenabschlag verkauft und sodann zum niedrigeren Kurs nach der Dividendenausschüttung wieder gekauft und damit die eigentlich anstehende Dividende wirtschaftlich in einen Kursgewinn verwandelt. Aus der Sicht des Aktienkäufers wird es gewissermaßen möglich, einen reinen Dividendenertrag einschließlich etwaiger mit der Dividende verbundene Steueranrechnungs- oder -erstattungsguthaben zu erzielen, ohne wirtschaftlich auch die Aktie besitzen zu müssen, worauf der Anglizismus „Dividendenstripping“ gründet.

## Allgemeines
Dividendenstripping ist einer der komplexesten und kompliziertesten Sachverhalte im Bankwesen, denn es setzt detaillierte Kenntnisse des Aktienrechts, Börsenhandels, Wertpapierrechts und Steuerrechts voraus. Steuerliche Gesetzeslücken haben zusätzlich dazu beigetragen, das Dividendenstripping attraktiv zu machen, obwohl Experten stets bekannt war, dass mindestens eine Steuerumgehung oder sogar eine Steuerhinterziehung mit der Transaktion verbunden sein kann. Der Gesetzgeber reagierte und führte 1977 das Anrechnungsverfahren ein, dem 2001 das Halbeinkünfteverfahren folgte, das 2009 durch das Teileinkünfteverfahren abgelöst wurde. Diese steuerlichen Änderungen haben die Rechtssicherheit beeinträchtigt. „Ob diese komplizierte und schwer handhabbare Regelung [gemeint war § 50c EStG] das Dividenden-Stripping in seinen vielfältigen Erscheinungsformen verhindern kann, muss jedoch bezweifelt werden“. Die Prognose der Brühler Kommission aus 1999 sollte sich bewahrheiten.
Die obige Definition ist die Grundform des Dividendenstrippings. Eine spezielle Form nutzte zu Zeiten des früheren Körperschaftsteueranrechnungsverfahrens (1977 bis 2000) die Tatsache aus, dass Inländer (mit Rechtssitz oder Wohnsitz im Inland) und Ausländer (im Ausland) bei der Gutschrift von Dividenden einkommensteuerrechtlich unterschiedlich behandelt wurden. Inländer durften zusätzlich zur Dividende die bei der Dividendenzahlung einbehaltene Körperschaftsteuer im Anrechnungsverfahren als Steuerabzug geltend machen, Ausländer dagegen nicht: für sie ist das Körperschaftsteuerguthaben verloren. Arbeiten hierbei Inländer und Ausländer kollusiv zusammen, teilen sie sich den Kursgewinn und die vereinnahmte Steuergutschrift. Bei einer weiteren Ursprungsform wurde ausgenutzt, dass Aktienkursgewinne bei Privatanlegern bis zum Jahr 2008 nur dann steuerbar waren, wenn sie innerhalb der sogenannten Spekulationsfrist von zunächst 6 Monaten und später einem Jahr seit Erwerb der Aktien erzielt wurden, während Dividenden stets steuerpflichtig waren. Durch Verkauf der Aktien kurz vor dem Dividendentermin konnte somit die eigentlich steuerpflichtige Dividende wirtschaftlich in einen nicht steuerbaren Kursgewinn verwandelt werden. Auch wenn Aktienveräußerungsgewinne bei unbeschränkt steuerpflichtigen Privatanlegern seit 2009 gleich besteuert werden wie Dividenden, gibt es bis heute Konstellationen, bei denen ein Dividendenertrag gegenüber der Veräußerung der Aktie kurz vor dem Dividendenstichtag nachteilhaft besteuert wird. So müssen etwa ausländische Dividendenempfänger bei deutschen Dividendenerträgen gemäß §§ 43, 49 EStG und Art. 10 des Doppelbesteuerungsabkommen eine deutsche Kapitalertragsteuer entrichten, während Gewinne aus der Veräußerung von Aktien in der Regel nicht unter § 49 EStG bzw. Art. 13 des Doppelbesteuerungsabkommen fallen und damit steuerbefreit sind.

## Rechtsgrundlagen
Beschließt die Hauptversammlung einer Aktiengesellschaft die Höhe der zu zahlenden Dividende, erfolgt die Dividendenzahlung meist am Tag nach der Hauptversammlung, dem so genannten Ex-Tag. Die Aktie erhielt dann auf dem Kurszettel den Kurszusatz „ex Dividende“ (abgekürzt auch „xD“, „exD“ oder „exDiv“). Anspruch auf Dividende hat ein Aktionär grundsätzlich nur, wenn seine Aktie bis zum letzten Tag vor dem Ex-Tag in seinem Depotkonto verbucht war. Dieser letzte Tag vor dem Ex-Tag wird auch Cum-Tag genannt. Um dieses sicherzustellen, sperren manche Aktiengesellschaften einige Tage vor der Hauptversammlung die Aktien. Dies ist bei Namensaktien verhältnismäßig einfach. Durch die Einführung des elektronischen Aktienhandels und der namenlosen Aktien ist eine neue Situation entstanden, so dass ein Handel auch während und nach der Hauptversammlung möglich ist. Bei Aktienerwerb am Ex-Tag selbst und auch danach besteht kein Dividendenanspruch mehr. Am Ex-Tag erfolgt im Idealfall ein rechnerischer Abschlag vom Börsenkurs in Höhe der Bruttodividende. Mit dem Dividendenanspruch und der Auszahlung der Dividende wird – je nach nationalem Steuersystem – eine Steuer fällig.

## Cum-Ex-Geschäfte
Besonders kritisch zu sehen sind Arten des Dividendenstrippings, die in den Jahren bis 2011 ausnutzten, dass die deutschen Börsen- und Banksysteme bei zivilrechtlichem Kauf der Aktien vor dem Dividenden-Ex-Tag („cum“) stets dem Käufer eine Kapitalertrag-Steuerbescheinigung zuteilten, selbst dann, wenn die Lieferung der Aktien erst nach dem Ex-Tag („ex“) erfolgte. Diese Konstellation des sogenannten Leerverkaufes einer Aktie ermöglichte die doppelte Anrechnung oder Erstattung einer, damals durch die dividendenzahlende Aktiengesellschaft, nur einmal entrichteten Kapitalertragsteuer und damit einen rechtswidrigen Steuervorteil. Auf die Dividende wird bei Privatanlegern automatisch eine Kapitalertragsteuer in Höhe von 25 Prozent erhoben. Institutionelle Anleger, wie zum Beispiel Investmentfonds oder Banken, sind von der Steuer ausgenommen. Sie können sie vom Staat zurückfordern.
Bei diesen Cum-Ex-Geschäften kam es in der Vergangenheit in großem Umfang zu bewusst herbeigeführter mehrfacher Erstattung von nur einmal abgeführter Kapitalertragsteuer. Von 2001 bis 2016 sind dem deutschen Staat durch das klassische Cum-Ex-Geschäft mindestens 10 Mrd. Euro und mit den verwandten Cum-Cum-Geschäften weitere 20 Mrd. Euro an Steuereinnahmen entgangen (siehe auch #Cum-Cum-Geschäfte). Nach Ansicht der deutschen Bundesregierung gab es hierfür keine Rechtsgrundlage. Die durchgeführten Transaktionen sind Gegenstand zahlreicher staatsanwaltschaftlicher Ermittlungsverfahren und seit September 2019 auch eines Gerichtsverfahrens am Landgericht Bonn. Am 28. Juli 2021 urteilte der Bundesgerichtshof (BGH), dass die Herbeiführung einer Erstattung von einer Kapitalertragsteuer, die nie gezahlt worden ist, eine strafbare Steuerhinterziehung ist. Cum-Ex-Geschäfte gelten somit als Straftat. In einem am 15. März 2022 veröffentlichten Urteil entschied der Bundesfinanzhof (BFH) über die steuerrechtliche Unzulässigkeit der Cum-Ex-Geschäfte. Nachdem die Vorinstanz die Geschäfte bereits als „kriminelle Glanzleistung“ bezeichnet und eine Klage auf Steuerrückerstattung abgewiesen hatte, stellte der BFH fest, dass es nur einen wirtschaftlichen Eigentümer einer Aktie geben kann: „Die Stellung als wirtschaftlicher Eigentümer einer Aktie könne nur einnehmen, wer den Aktieninhaber zugleich von den wesentlichen Rechten (Dividendenbezug, Stimmrecht) ausschließe (‚Alternativität‘).“
Daneben sind andere zu Lasten des deutschen Steuerzahlers gehende Formen des Dividendenstrippings bekannt; diese werden oft als Cum-Cum-Geschäfte bezeichnet.

### Steuerrechtliche Auswirkungen
Verkauft ein Aktieninhaber eine Aktie kurz vor dem Dividendentermin und kauft die Aktie kurz nach dem Dividendentermin wieder zurück, so kann er einen Dividendenertrag in einen Kursgewinn umwandeln. Eine derartige Transaktion ist jedoch nur zwischen einem inländischen und einem ausländischen Investor sinnvoll. Da der Ausländer nicht dem deutschen Steuerrecht unterliegt, kann er nicht ohne Weiteres eine Steuergutschrift beantragen; die Bescheinigung für die versteuerte Dividende bringt ihm keine Steuervorteile. Deshalb verkauft der Ausländer seine deutschen Aktien vor dem jeweiligen Ausschüttungstag an einen Inländer. Der Inländer vereinnahmt die Dividende nebst Steuergutschriftsanspruch und verkauft die Aktien danach zurück an den Ausländer zum niedrigeren Kurs – abzüglich der Dividende. Damit bezahlte der Inländer den ausländischen Anteilseignern über den Marktpreis der Aktien den Wert des Anrechnungsanspruchs. Statt einer Dividende realisiert der Ausländer einen Kursgewinn (höherer Verkaufskurs abzüglich niedrigerem Rückkaufskurs).
Bis zur Einführung der Abgeltungsteuer war das Dividendenstripping auch für inländische Privatanleger vorteilhaft, da Kursgewinne außerhalb der Spekulationsfrist nicht der Einkommensteuer unterlagen.

### Anwendbarkeit der Missbrauchsregelung des § 42 AO
Der Bundesfinanzhof (BFH) war Ende der 1990er Jahre in einem Urteil zum Anrechnungsverfahren bei der Körperschaftsteuer von der Rechtmäßigkeit des Dividendenstripping ausgegangen. Die Finanzverwaltung hat diese Rechtsprechung jedoch durch einen Nichtanwendungserlass auf den entschiedenen Einzelfall beschränkt, so dass sie nicht auf vergleichbare künftige Fälle auszudehnen ist. Der BFH hat dagegen noch 2007 seine Rechtsprechung zum Dividendenstripping bestätigt. Danach erlange bei der Veräußerung von alten Aktien (Cum-Dividende) der Erwerber auch dann wirtschaftliches Eigentum an diesen, wenn er noch am selben Tag junge Aktien desselben Emittenten (Ex-Dividende) an den Veräußerer der alten Aktien verkauft. Gleiches gilt beim Ankauf von Aktien (Cum-Dividende) und anschließendem zeitnahen Rückverkauf gleicher oder gleichwertiger Aktien (Ex-Dividende). Hierbei ist zu beachten, dass dem Sachverhalt im Urteil aus dem Jahr 1999 ein sogenannter Inhaberverkaufsfall zugrunde lag. Das bedeutet, dass der Veräußerer des Wertpapierpakets zum Zeitpunkt des Abschlusses des schuldrechtlichen Kaufvertrages tatsächlich Inhaber des Wertpapierpakets war. Aufgrund der Vielzahl der getätigten Geschäfte und der gängigen Börsenusancen, wonach die Erfüllung des Kaufvertrages ohnehin erst zwei Arbeitstage nach Abschluss des schuldrechtlichen Geschäfts erfolgt, kann eine Abgrenzung zum Leerverkauf jedoch schwierig werden. Zwar hatte der BFH in einem neueren Urteil zum Dividendenstripping den Übergang des wirtschaftlichen Eigentums abgelehnt. Dabei ist aber zu berücksichtigen, dass er dadurch seine ursprüngliche Rechtsprechung nicht aufgegeben hat. Vielmehr betont der BFH ausdrücklich, dass es dabei um einen Sonderfall ging, da im Rahmen eines Gesamtvertragskonzepts im Zuge des Verkaufs eine Wertpapierleihe des Erwerbers gegenüber dem Veräußerer sowie ein Total Return Swap zwischen den Parteien vereinbart war. Letzterer nahm dem Erwerber des Aktienpakets das Marktrisiko derselben ab.
Der BFH hatte auch entschieden, dass beim Dividendenstripping die allgemeine Missbrauchsregel des § 42 AO nicht anwendbar sei und durch die speziellere verschärfte Missbrauchsregel des § 50c EStG („Börsenklausel“) überlagert werde. Trotz dieser Verschärfung der Börsenklausel blieb das Dividendenstripping insbesondere für ausländische Aktionäre attraktiv. Einerseits war die zehntägige Abstandsfrist des § 50c Abs. 10 EStG selbst bei volatilen Börsenkursen kein Hindernis für ein Kopplungsgeschäft. Andererseits wurde bei einem Verstoß nicht die Körperschaftsteueranrechnung versagt, sondern lediglich ein Sperrbetrag für zehn Jahre gebildet (§ 50c Abs. 1 EStG). Spätestens dann wirkte sich der Kursverlust in Höhe der Dividendenberechtigung in der Bilanz des Käufers aus. Da die Börsenklausel des § 50c EStG vollständig entfallen ist, tritt jetzt wieder die allgemeine Missbrauchsnorm des § 42 Abs. 2 AO in den Vordergrund.

## Cum-Ex-Steuerbetrug
War der Verkäufer der Aktie ein Leerverkäufer, der die Aktie erst nach Dividendentermin tatsächlich erwirbt, konnte es vorkommen, dass gleich zwei Aktionäre – nämlich der ursprüngliche Inhaber und der Käufer des Leerverkäufers – eine Bescheinigung und damit einen Anspruch auf eine Steuergutschrift erhielten. Als Konsequenz erstatteten die Finanzämter mehr Steuern, als sie zuvor eingenommen hatten, was zum massenhaften Steuerbetrug im Cum-Ex-Skandal führte. Hierauf basierend entstand die deutsch-dänische Serie Die Affäre Cum-Ex, deren Ausstrahlung im März 2025 begann.
Beispiel: Leerverkäufer „LV“ veräußert vor dem Dividendenstichtag Aktien (Cum) zum Kurswert von 100 € an den Leerkäufer „LK“. Die Aktiengesellschaft beschließt, eine Bruttodividende je Aktie in Höhe von 10 € zu zahlen. Nach dem Dividendenstichtag erwirbt LV die Aktien ohne Dividende (Ex) von X zum geminderten Kaufpreis in Höhe von 90 € und überträgt diese an LK. Zusätzlich leistet er an LK eine Kompensationszahlung in Höhe der Nettodividende von 7,50 €. LK erhält genauso wie X eine Steuerbescheinigung in Höhe von 2,50 € und wird damit so gestellt, als hätte er wie vereinbart die Aktie mit Dividendenanspruch erworben. Im Ergebnis macht LV einen Gewinn in Höhe der doppelt bescheinigten Kapitalertragsteuer. Hätte LK die Aktien direkt von X erworben, wäre durch einen Sperrvermerk im Depot von X die doppelte Bescheinigung verhindert worden. Im Fall des Leerverkaufs war aus Sicht der bescheinigenden Depotbanken die Dividenden-Kompensationszahlung nicht von einer Nettodividende zu unterscheiden. Da der ungerechtfertigte „Gewinn“ von 2,50 € beim LV auftrat, während gleichzeitig das steuerliche Risiko einer Nichterstattung oder Nichtanrechnung der Kapitalertragsteuer beim LK lag, wurde bei Cum-Ex-Geschäften, bei denen dieser Effekt in größerem Stil bewusst ausgenutzt wurde, zumeist derivative Nebengeschäfte zwischen LV und LK abgeschlossen (z. B. sogenannte Single-Stock-Futures) die ihrerseits nicht marktgerecht waren und dafür sorgten, dass die „Beute“ zwischen den Beteiligten verteilt wurde.

### Mehrfache Steuerbescheinigung
Die mehrfache Bescheinigung der Kapitalertragsteuer resultiert aus § 45a Abs. 3 S. 1 EStG auf Seiten der depotführenden Bank des ursprünglichen Aktieninhabers und aus § 45a Abs. 3 S. 2 EStG auf Seiten der Depotbank des vom Leerverkäufer Erwerbenden. Die doppelt bescheinigte Kapitalertragsteuer sollte die depotführende Bank des Leerverkäufers ab 2007 gemäß der Neuregelung des § 44 Abs. 1 S. 3 EStG bei diesem einziehen und an das Finanzamt weiterleiten. Diese Regelung konnte der Leerverkäufer umgehen, indem er sich einer ausländischen Bank bediente, die nicht zum Quellensteuereinbehalt verpflichtet ist.

### Mehrfache Anrechnung
Rechtlich unklar ist, ob der vom Leerverkäufer Erwerbende die Erstattung der ihm ebenfalls bescheinigten Kapitalertragsteuer beim Finanzamt beantragen durfte. Gemäß § 36 Abs. 2 Satz 2 Nr. 2 EStG ist die erhobene Kapitalertragsteuer anrechenbar, soweit sie auf Einkünfte entfällt, die im Rahmen der Veranlagung erfasst wurden oder nach bestimmten Steuerbefreiungsvorschriften (§ 3 Nr. 40 EStG oder § 8b KStG) außer Ansatz bleiben. Zur Anrechnung muss somit nicht nur eine Bescheinigung vorliegen. Weitere Voraussetzung ist auch die Erhebung der Kapitalertragsteuer und die Zurechnung zu Einkünften, die in der Veranlagung erfasst werden. Nach der Rechtslage bis 2007 stellte die Dividendenkompensationszahlung keine Einkünfte aus Kapitalvermögen im Sinne des § 20 EStG, sondern lediglich eine Schadenersatzzahlung dar. Demnach entfiel die bescheinigte Kapitalertragsteuer auch nicht auf Einkünfte, die in der Veranlagung berücksichtigt wurden. Zum Teil wird die Auffassung vertreten, dass der Leerkäufer auch wirtschaftlicher Eigentümer der Aktien (§ 39 AO) zum Dividendenzeitpunkt war und ihm deshalb auch nach der Rechtslage vor 2007 die Dividenden als Kapitaleinkünfte zuzurechnen sind. Ab 2007 ist die Dividendenkompensationszahlung durch den neu eingefügten Satz 4 im § 20 Abs. 1 Nr. 1 EStG den Einkünften aus Kapitalvermögen zuzurechnen. Damit entfiel die Kapitalertragsteuer ab 2007 grundsätzlich auf Einkünfte, die auch in der Veranlagung erfasst wurden. Ob die weitere Voraussetzung des § 36 Abs. 2 S. 2 Nr. 2 EStG, die Erhebung der Kapitalertragsteuer, aus Sicht des Leerkäufers erfüllt ist, bleibt allerdings auch für Zeiträume ab 2007 fraglich.
Entscheidend für die Lösung und die Berechtigung der Anrechnung durch den Leerkäufer bleibt das wirtschaftliche Eigentum nach § 20 Abs. 5 Satz 2 EStG, § 39 Abs. 2 Nr. 1 Satz 1 AO. So betrafen die vom BFH bisher entschiedenen Fälle zum Dividendenstripping fast nur Inhaberverkäufe. Für die Leerverkäufe bleibt unklar, inwieweit diese Rechtsprechung heranzuziehen ist. Knackpunkt dürfte das gleichzeitige wirtschaftliche Eigentum des Veräußerers und des Erwerbers sein, sodass beide Parteien Einkünfte aus Kapitalvermögen zum Zeitpunkt der Ausschüttung erzielen konnten. Beim Leerkäufer beziehen sich diese auf den Dividendenkompensationsanspruch (heute in § 20 Abs. 1 Nr. 1 Satz 4 EStG ausdrücklich erfasst). Der BFH hat in seiner neuesten Entscheidung diese Frage zum Leerverkauf ausdrücklich offen gelassen.
Klargestellt wurde durch den BFH aber Folgendes: Das BMF (im Verfahren vor dem BFH) und die Finanzverwaltung hatten bislang bestritten, dass der Gesetzgeber selbst in den Gesetzgebungsmaterialien davon ausgegangen war, dass beim Leerverkauf wirtschaftliches Eigentum des Erwerbers neben dem des Veräußerers entsteht. Der BFH hat nun bestätigt und festgelegt, dass der Gesetzgeber in den Gesetzgebungsmaterialien davon ausgegangen ist, dass auch ein Leerkäufer im Zeitpunkt des schuldrechtlichen Vertragsschlusses das wirtschaftliche Eigentum an den Aktien erwerben kann. Zum doppelten wirtschaftlichen Eigentum äußerte sich der BFH nicht. Darüber hinaus wirft eine wenig beachtete und nicht veröffentlichte Entscheidung des BFH aus dem Jahr 2007 einige Fragen auf. In dieser Entscheidung hat er seine bisherige Rechtsprechung zum Dividendenstripping bestätigt und betont, dass bereits im Zeitpunkt des schuldrechtlichen Vertragsschlusses der Übergang des wirtschaftlichen Eigentums stattfand. Allerdings lag dem dortigen Sachverhalt ein Leerverkauf zugrunde, da im Tatbestand des Urteils dargelegt wird, dass „in zwei weiteren Fällen der Verkauf einen Tag vor dem Kauf […] erfolgte“. Der BFH betonte dabei, dass der Fall identisch zu der Entscheidung aus dem Jahr 1999 sei. Die Unterschiede (Leerverkauf/Inhaberverkauf) werden jedoch dennoch erkannt. Allerdings sei „ein Unterschied zwischen dem hier und jenem im damaligen Urteil zu beurteilenden Sachverhalt – abgesehen davon, dass im Streitfall bei einem Teil der Geschäfte der Verkauf nicht taggleich erfolgte – nicht zu erkennen.“ Diese Entscheidung steht daher im Widerspruch zur neuen Entscheidung aus dem Jahr 2014. In der aktuellen Rechtsprechung hat sich bislang nur das Hessische Finanzgericht in zwei Verfahren aus den Jahren 2016 und 2017 mit der Anrechnung der Kapitalertragsteuer bei Leerverkäufen beschäftigt und eine solche mit einer ausführlichen Begründung abgelehnt.
Seit 2012 sind nicht mehr die Aktiengesellschaften selbst, sondern die depotführenden Banken zur Abführung der Kapitalertragsteuer verpflichtet, sodass eine Übereinstimmung zwischen Bescheinigung der Kapitalertragsteuer und tatsächlicher Erhebung gewährleistet ist.

### Situation in Deutschland
Die umstrittene Praxis war jahrelang üblich und wurde auch mit Hilfe von Gutachten großer Anwaltskanzleien abgesichert. Die HypoVereinsbank, Deutsche Bank, HSH Nordbank, Citi Deutschland und möglicherweise weitere Kreditinstitute betrieben Presseberichten zufolge in großem Volumen Dividendenstripping im Eigenhandel und im Kundengeschäft und gerieten deshalb seit 2011 in den Fokus der Steuerbehörden. Aufgrund von Steuernachforderungen, die aus Cum- und Ex-Geschäften resultierten, wurde die Maple Bank durch die BaFin im Februar 2016 geschlossen; anschließend wurde ein Insolvenzverfahren eröffnet.
In diesem Zusammenhang wurde daraufhin vereinzelt in der Literatur auf strafrechtliche Risiken hingewiesen.
Seit 2013 ermittelt die Staatsanwaltschaft Köln unter der Leitung der Oberstaatsanwältin Anne Brorhilker zu Cum-Ex-Geschäften. Es kam dabei u. a. zu 130 gleichzeitigen Hausdurchsuchungen bei den beteiligten Banken. Allerdings blieb dieses Vorgehen, insbesondere im Hinblick auf die langjährige Duldung von Seiten der Legislative, nicht ohne Kritik. Bei diesen Hausdurchsuchungen ging es um Geschäfte bis 2011, da seitdem die Steuervorteile bei den umstrittenen Transaktionen wegen des Zusammenfallens von bescheinigendem Institut und abführendem Institut nicht mehr so einfach zu erzielen sind.
Der Spiegel kam 2014 zu dem Schluss, dass das Finanzministerium durch jahrelange Untätigkeit die Nutzung des Dividendenstrippings in Cum-Ex-Fonds möglich machte. Erst am 24. Mai 2013 stellte die deutsche Regierung (Merkel II) in einer Antwort auf eine Parlamentarische Anfrage klar, es bestehe „generell kein Anrechnungs- oder Erstattungsanspruch“ beim Dividendenstripping, und erklärte: Die „betriebenen Modelle sind illegal“. Dabei stellte die Regierung klar, dass es keine Gesetzeslücke gebe. 2014 veröffentlichte Der Spiegel die Namen einiger deutscher Prominenter, die Geld mit Cum-Ex-Fonds eingenommen haben.
Am 15. Februar 2016 strahlte die ARD eine Reportage des WDR-Autors Jan Schmitt aus, die über Cum-Ex-Fonds berichtete (Milliarden für Millionäre – Wie der Staat unser Geld an Reiche verschenkt). Schmitt wurde für seine Dokumentation mit dem Ernst-Schneider-Preis ausgezeichnet.
In den ersten Monaten des Jahres 2017 sagten mehrere Insider nach Recherchen des Rechercheverbund NDR, WDR und Süddeutsche Zeitung über ihr Wissen in Bezug auf umfangreiche mutmaßlich strafbare Cum/Ex-Geschäfte aus. Dieser Ermittlungserfolg der Staatsanwaltschaft Köln und einer speziellen Ermittlungsgruppe des Landeskriminalamts Düsseldorf gilt als einer der größten Erfolge bei der Bekämpfung der Wirtschaftskriminalität in Deutschland. Die Vorwürfe betrafen Steuerhinterziehung in zahlreichen besonders schweren Fällen; den Beschuldigten drohten Haftstrafen zwischen fünf und zehn Jahren. Im Zentrum des Geschehens stünden neben zahlreichen Banken etwa zehn bis 15 internationale Börsenhändler. Sie sollen sich auf Kosten des Fiskus mit jeweils mehreren hundert Millionen Euro an den Cum/Ex-Geschäften bereichert haben. Der Steuerschaden in Deutschland soll insgesamt 31,8 Milliarden Euro betragen. Die Insider, die ausgesagt haben, können für ihre Mithilfe bei der Aufklärung mit Strafnachlass rechnen (Kronzeugenregelung). (Zu den Verurteilungen siehe Abschnitt Folgen.)
Im Juni 2017 wurden Cum-Ex-Geschäfte zu einem wesentlichen Teil auf die Einflussnahme von Lobbyisten zurückgeführt. Aktivisten von Lobbycontrol folgerten aus den Entwicklungen, dass die Bemühungen, verbindliche Regelungen für Lobbyisten in Deutschland zu erreichen, unter dem Kabinett Merkel III zum Stillstand gekommen waren.
Die Bundesanstalt für Finanzdienstleistungsaufsicht (BaFin) schickte im Juli 2017 allen rund 1800 deutschen Banken und Sparkassen Fragebögen, die sie bis spätestens Ende Oktober beantworten mussten. Die BaFin fragte, mit welchen Rückzahlungen die Banken rechnen, ob ihre Stabilität dadurch gefährdet sein könnte und was sie in diesem Fall zu tun gedenken. Sie befürchtete offenbar, dass insbesondere kleinere Banken in Schwierigkeiten geraten können und dann dringend frisches Kapital benötigen.
Im Juli 2021 wurde Hanno Berger in der Schweiz verhaftet und an die Bundesrepublik Deutschland ausgeliefert. Im Prozess vor dem Landgericht Bonn wurde er im Dezember 2022 zu einer Freiheitsstrafe von acht Jahren verurteilt. Für die Revision gegen dieses Urteil mandatierte Hanno Berger den pensionierten stellvertretenden Vorsitzenden des 1. Strafsenats am Bundesgerichtshof, Jürgen Graf. Die Revision wurde im Oktober 2023 vom Bundesgerichtshof abgelehnt. In einem zweiten Verfahren wurde Hanno Berger im Mai 2023 vom Landgericht Wiesbaden wegen Steuerhinterziehung zu acht Jahren und drei Monaten Haft verurteilt. Die Kölner Staatsanwaltschaft und weitere Behörden ermitteln gegen rund 1000 Beschuldigte.
Im August 2021 legte das Finanzamt Düsseldorf-Mitte Anschuldigungen gegen die Bank Lang & Schwarz vor, sich im Zeitraum von 2007 bis 2011 um bis zu 61 Millionen Euro durch Cum-Ex-Geschäfte bereichert zu haben.

### Situation im europäischen Ausland

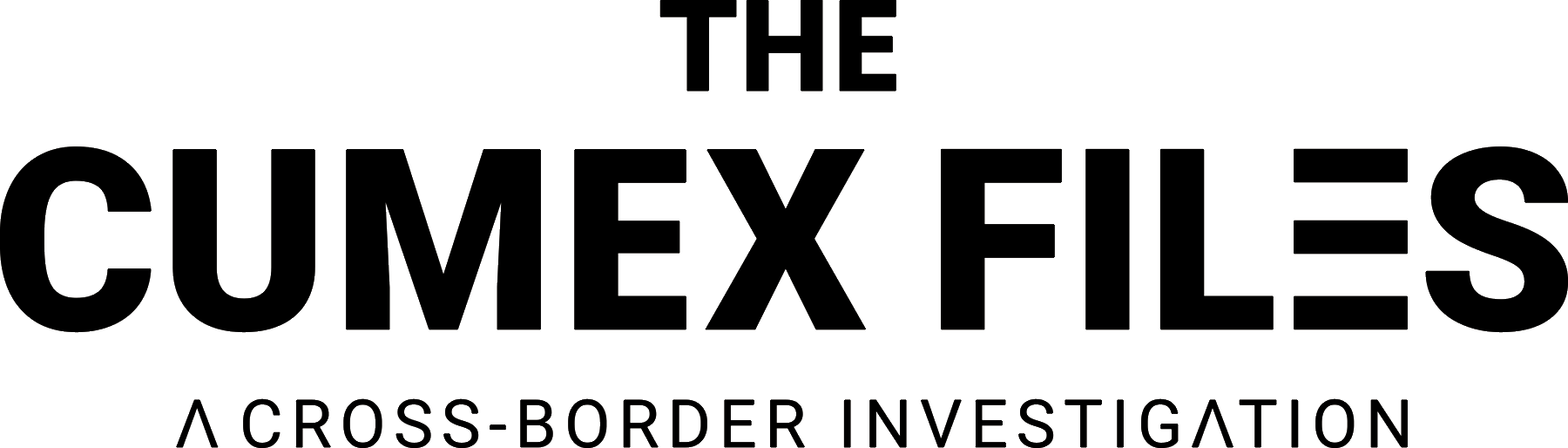

Im Oktober 2018 wurde bekannt, dass nicht nur in Deutschland, Dänemark und Österreich Fiskus und Steuerzahler geschädigt wurden, sondern auch in Belgien und Norwegen. Die Staatsanwaltschaft Köln hat im Juni 2018 ein Ermittlungsverfahren gegen die spanische Großbank Santander eröffnet. Sie soll im Zusammenhang mit Cum-Ex-Geschäften als sogenannter Leerverkäufer agiert haben. Auch gegen die australische Macquarie-Bank wird ermittelt.
Eine Medien-Kooperation aus zwölf Ländern unter der Leitung des Recherchezentrums Correctiv hat eine Übersicht der CumEx-Files veröffentlicht.
Im Oktober 2021 wurde berichtet, dass weltweit Schäden in Höhe von 150 Milliarden Euro in – neben Deutschland und den USA – mindestens 10 weiteren europäischen Ländern entstanden sind. (Siehe auch Weblinks in diesem Artikel)

## Cum-Cum-Geschäfte
Ein Cum/Cum-Geschäft ist eine steuerrechtlich umstrittene Kombination aus der Übertragung einer Aktie kurz vor dem Dividendenstichtag und Rückübertragung der Aktie kurz nach dem Dividendenstichtag.

### Abgrenzung zu Cum/Ex-Geschäften
Cum/Cum- und Cum/Ex-Geschäfte unterscheiden sich wesentlich in zwei Punkten: Erstens differiert die (finanzielle) Motivation der Geschäfte. Während Cum/Ex-Geschäfte insbesondere die Mehrfacherstattung der Kapitalertragssteuer bezwecken, wollen die Akteure mittels Cum/Cum-Geschäften lediglich die Entrichtung von Kapitalertragssteuer an den Staat über Umwege vermeiden. Zweitens unterscheiden sich die Geschäfte grundlegend in ihrer jeweiligen Funktionsweise: in Abgrenzung zu den im Jahr 2021 für illegal erklärten Cum-Ex-Geschäften werden Aktienpakete bei Cum/Cum-Geschäften vor dem Dividendenstichtag mit (cum) Dividendenanspruch schuldrechtlich veräußert und auch mit (cum) Dividendenanspruch dinglich übereignet, sodass sich die Aktien zum Zeitpunkt des Dividendenstichtages im Eigentum des Erwerbers, regelmäßig einer in Deutschland unbeschränkt steuerpflichtigen Kapitalgesellschaft, befinden. Dies ermöglicht dem Erwerber schließlich die Anrechnung bzw. Erstattung der Kapitalertragssteuer, die maßgeblich für den (finanziellen) Erfolg der Geschäfte erforderlich ist. Bei Cum/Ex-Geschäften hingegen werden die Aktienpakete zwar ebenfalls mit (cum) Dividendenanspruch schuldrechtlich veräußert, allerdings ohne (ex) Dividendenanspruch erst nach dem Dividendenstichtag dinglich übereignet. Nur so kann dem Leerkäufer als Ausgleich zur eigentlich mit Dividendenanspruch geschuldeten Aktienübertragung die Dividendenkompensationszahlung in Höhe der Nettodividende zugehen, die letztlich Auslöser für eine zweite – und damit eigentlich überflüssige – Kapitalertragssteuererstattung ist.

### Funktionsweise, Gestaltungsvarianten und Beispiel
Die Funktionsweise von Cum/Cum-Geschäfte kann grundlegend wie folgt beschrieben werden: Wenn inländische, börsennotierte Unternehmen eine Dividende ausschütten, müssen ausländische (nach § 2 KStG in Deutschland beschränkt steuerpflichtige) Anleger darauf grundsätzlich 25 % (§ 43 Abs. 1 S. 1 Nr. 1, § 49 Abs. 1 Nr. 5 lit. a EStG), in der Regel aber 15 % (aufgrund Erstattung gem. § 44a Abs. 9 S. 1 EStG bzw. DBA-Reduktion) Kapitalertragsteuer abführen. Für ausländische Anleger entfaltet dieser Steuerabzug allerdings abgeltende Wirkung (§ 50 Abs. 2 S. 1 EStG, § 32 Abs. 1 Nr. 2 KStG), sodass sie mit Kapitalertragssteuer definitivbelastet sind. An dieser Stelle entsteht folglich die Motivation für die Durchführung der Cum/Cum-Geschäfte: Um sich dieser abgeltenden Wirkung zu entziehen, übertragen die ausländischen Anleger ihre Aktien vorübergehend kurz vor dem Dividendenstichtag an eine in Deutschland ansässige, unbeschränkt steuerpflichtige (§ 1 KStG) Kapitalgesellschaft (Steuerinländer, meistens Finanzdienstleister), die sich die Kapitalertragsteuer im Gegensatz zum Steuerausländer hingegen anrechnen bzw. vom Staat erstatten lassen kann (§ 8b Abs. 1 KStG, die Kapitalertragssteuer ist eine Erhebungsform der Körperschaftssteuer). Die inländische Kapitalgesellschaft hält die Aktien nun während des Dividendenstichtages, nimmt die Dividende ein und lässt sich die darauf abgeführte Kapitalertragssteuer anrechnen bzw. erstatten. Kurz nach dem Dividendenstichtag werden die Aktien anschließend ohne (ex) Dividendenanspruch an den Steuerausländer rückübertragen. Der Steuerausländer erhält wiederum eine wertmäßig die Nettodividende übersteigende, monetäre Gegenleistung vom Steuerinländer, da ersterer die Aktien während des Dividendenstichtages aufgrund des Cum/Cum-Geschäfts nicht halten konnte. Die Kursrisiken werden währenddessen abgesichert, vereinbarungsgemäß wird der Gewinn anschließend zwischen den Akteuren aufgeteilt, sodass auch der Steuerinländer profitiert. Nur der deutsche Fiskus wird dabei umgangen und geht mangels Steuerabzuges beim beschränkt steuerpflichtigen Steuerausländer sowie der Anrechnung bzw. Erstattung beim Steuerinländer leer aus.
Allen Cum/Cum-Varianten ist zwar gemein, dass sie alle dasselbe Ziel verfolgen und dieselbe eben erläuterte, grundlegende Funktionsweise aufweisen. Jedoch variiert die konkrete rechtliche Ausgestaltung von Cum/Cum-Geschäften in der Praxis: Nennenswert sind dabei insbesondere die Wertpapierleihe, das Erwerbsgeschäft sowie das Wertpapier-Pensionsgeschäft. Nachfolgend soll der durch die Cum/Cum-Geschäfte erzielte finanzielle Vorteil am Beispiel der Wertpapierleihe gezeigt werden: Es gelten zunächst die oben erläutern Besteuerungsgrundsätze. Bei einer Wertpapierleihe (die aus rechtlicher Sicht ein Sachdarlehen i. S. d. §§ 607 ff. BGB darstellt) werden die Aktien also seitens des Steuerausländers in Form eines Wertpapierdarlehens an den Steuerinländer verliehen, der – wie oben erläutert – die Dividende einnimmt und sich die Kapitalertragssteuer anrechnen bzw. erstatten lässt. Nach § 607 Abs. 1 S. 2 BGB ist der Darlehensnehmer (Steuerinländer) bei Fälligkeit – kurz nach dem Dividendenstichtag – zur Rückübertragung von Aktien gleicher Art, Menge und Güte verpflichtet. Für den Erhalt der Aktien zahlt der Steuerinländer dem Steuerausländer als Kompensation dafür, dass letzterer seine Aktien zum Dividendenstichtag nicht halten kann (sondern sie eben verleiht), ein Entgelt, die sogenannte Wertpapierleihgebühr. Dieses Entgelt fällt nicht unter die nach § 49 EStG beschränkt steuerpflichtigen Einkünfte des Steuerausländers, sodass ihm diese im Ergebnis steuerfrei zufließt (die Leihgebühr übersteigt wertmäßig die Nettodividende, sodass ein Gewinn entsteht, der regelmäßig zwischen den Akteuren anschließend aufgeteilt wird). Die Leihgebühr ist wiederum für den Steuerinländer als Betriebsausgabe abzugsfähig; nach ihrer Verrechnung mit der Bruttodividende kommt es zur Anrechnung bzw. Erstattung der Kapitalertragssteuer. Der Staat geht leer aus, da er dem Steuerinländer die Kapitalertragssteuer ggf. erstatten muss und zugleich keine Steuerzahlung vom Steuerausländer erhält.

### Juristische Einordnung
Cum/Cum-Geschäfte können juristisch grundsätzlich auf drei Wegen aufgegriffen werden: §§ 39, 42 AO und über das Steuerstrafrecht.
Erstens können die Geschäfte über die Versagung der Anrechnungsmöglichkeit des unbeschränkt steuerpflichtigen Steuerinländers durch Zurechnung des wirtschaftlichen Eigentums i. S. d. § 39 Abs. 2 Nr. 1 AO beim Steuerausländer aufgegriffen werden. Schließlich ist zur Anrechnung (§ 36 Abs. 2 Nr. 2 EStG) nur derjenige berechtigt, der Einkünfte aus Kapitalvermögen erzielt (hier Dividenden i. S. d. § 20 Abs. 1 Nr. 1 EStG). Diese Einkünfte bezieht wiederum nach § 20 Abs. 5 S. 1 EStG der Anteilseigner. Anteilseigner ist nach S. 2 indessen der, dem die Anteile nach § 39 AO zuzurechnen sind. Zwar ist unstrittig, dass der Steuerinländer im Zuge der Cum/Cum-Geschäfte zivilrechtlicher Eigentümer (§ 39 Abs. 1 AO) der Anteilsscheine wird. Nach § 39 Abs. 2 Nr. 1 AO ist eine hiervon abweichende Beurteilung allerdings möglich, „wenn ein anderer als der zivilrechtliche Eigentümer die tatsächliche Sachherrschaft über die Aktien ausübt“. So stellte etwa der Bundesfinanzhof in einem Urteil aus August 2015 fest, dass im streitgegenständlichen Wertpapierdarlehensgeschäft ausnahmsweise das „wirtschaftliche Eigentum“ (§ 39 Abs. 2 Nr. 1 AO) nicht auf den Entleiher (Steuerinländer) überging, sondern dieser nur eine „zivilrechtliche Eigentumshülle“ innehat, die im Ergebnis nicht zur Anrechnung berechtigt. Auch in einer aktuellen Entscheidung des FG Hessen zu Cum/Cum-Geschäften aus dem Jahr 2020 verneinte das Finanzgericht mit Verweis auf vom BFH aufgestellte Kriterien den Übergang des wirtschaftlichen Eigentums auf den Erwerber (Steuerinländer). Bemessen wurde dies bspw. an einem fehlenden Übergang von mit der Aktienübertragung verbundenen Chancen und Risiken, keiner Verschaffung von Stimm- und Verwaltungsrechten sowie fehlenden Liquiditätsvorteilen. Der ausgebliebene Übergang wirtschaftlichen Eigentums hat zur Folge, dass aus einer wirtschaftlichen Betrachtungsweise der Steuerausländer Eigentümer der Aktien i. S. d. § 39 AO ist. Mangels Qualifikation als Anteilseigner ist der Steuerinländer sodann nicht zur Anrechnung bzw. Erstattung der Kapitalertragssteuer berechtigt. Sollten die Geschäfte nicht anerkannt werden, so ist ggf. Kapitalertragssteuer nachzuzahlen. Der Bundesfinanzhof hat sich jedoch von seiner Rechtsprechung aus dem Jahr 2015 (siehe oben) durch Urteil vom 29. September 2021 (I R 40/17) abgegrenzt. Danach ist davon auszugehen, dass dem Darlehensnehmer (Entleiher), der Aktien im Rahmen eines Wertpapierdarlehens erwirbt, die Aktien gemäß § 39 AO auch zuzurechnen sind, wenn dieser über die erworbenen Aktien frei verfügen und so die mit den Aktien verbundenen Chancen und Risiken nutzen kann. Auf Grundlage dieser Entscheidung dürfte der Darlehensnehmer (Entleiher) in der Regel zur Anrechnung der Kapitalertragsteuer berechtigt sein.
Die Unwirksamkeit der Cum/Cum-Geschäfte könnte sich zweitens auch auf § 42 Abgabenordnung (AO) stützen. Zu beachten ist hier, dass § 42 AO nur subsidiär für den Fall anzuwenden ist, dass der Übergang wirtschaftlichen Eigentums bejaht wird. Für Christoph Spengel, Professor für Betriebswirtschaftliche Steuerlehre an der Universität Mannheim und Mitherausgeber des Fachmagazins Steuer und Wirtschaft, ist klar: „Selbst wenn man das wirtschaftliche Eigentum in Deutschland bejaht, dann ist weiterhin zu fragen, was denn der wirtschaftliche Zweck dieser Geschäfte war. Und wenn der es ausschließlich war, die Kapitalertragsteuer in Deutschland zu sparen, dann werden diese Geschäfte steuerlich nicht anerkannt.“ Voraussetzung für eine Sanktionierung der Geschäfte nach § 42 AO ist, dass die Vorschrift zunächst auf Cum/Cum-Geschäfte anwendbar ist (hier ist vor allem auf § 42 Abs. 1 S. 2 AO zu rekurrieren) und dass die Tatbestandsmerkmale eines Missbrauchs (§ 42 Abs. 2 AO) vorliegen. Sollte dies der Fall sein, so werden die Cum/Cum-Geschäfte nach Maßgabe des § 42 Abs. 1 S. 3 AO steuerlich nicht anerkannt. Gegen die Anwendung des § 42 AO sprechen jedoch, dass (i) das deutsche Kapitalertragssteuerrecht nach der Rechtsprechung des EuGH gegen höherrangiges EU-Recht verstößt bzw. verstoßen hat, (ii) dem deutschen Gesetzgeber die Cum/Cum-Geschäfte über Jahrzehnte bekannt waren und (iii) der Gesetzgeber erst im Jahr 2016 eine spezielle Missbrauchsvermeidungsvorschrift (§ 36a EStG) einführte, die ausdrücklich erst ab 1. Januar 2016 Anwendung finden sollte.
Die Strafbarkeit der Geschäfte nach § 370 AO (Steuerhinterziehung) oder bspw. § 378 AO (Leichtfertige Steuerverkürzung) muss anhand der maßgeblichen Steuergesetze beurteilt werden. An dieser Stelle gilt sich zu Abgrenzungszwecken vor Augen zu führen, dass ein Gestaltungsmissbrauch nach § 42 AO noch keine strafbare Handlung indiziert, da mit dem Tatbestand der Steuerhinterziehung lediglich die Verletzung steuerlicher Erklärungspflichten sanktioniert wird. So kann trotz der Durchführung einer rechtsmissbräuchlichen Steuergestaltung einer Bestrafung durch das Steuerrecht entgangen werden, sofern vollständige und richtige Angaben zum Sachverhalt gemacht und offengelegt werden. Umgekehrt kommt eine Strafbarkeit der Cum/Cum-Geschäfte dann in Betracht, wenn der Steuerinländer etwa lückenhafte Angaben zur Herkunft der Aktien und damit zur Beteiligung des Steuerausländers macht, um die Steuervermeidung zu verschleiern. Problempotenzial birgt besonders in Hinblick auf den strafrechtlichen Bestimmtheitsgrundsatz (Art. 103 Abs. 2 GG) auch die Frage, ob die entsprechenden Angaben zu einer steuerlich erheblichen Tatsache i. S. d. § 370 Abs. 1 Nr. 1 a.E. AO nicht getätigt wurden.
Zu den Vorschriften der §§ 39, 42 AO in Bezug auf Cum/Cum-Geschäfte haben Gerichte bereits rege entschieden. Allerdings bleibt bis heute (Stand Mai 2024) insbesondere das Vorliegen eines Gestaltungsmissbrauchs nach § 42 AO höchstrichterlich unbeurteilt. Auch bezüglich der Strafbarkeit der Cum/Cum-Geschäfte fehlt es weiterhin (Stand Juli 2022) – anders als etwa bei Cum/Ex-Geschäften – an gerichtlichen Entscheidungen.

### Gesetzgebung und europäische Rechtsprechung
Cum/Cum-Geschäfte waren dem Bundesministerium der Finanzen bereits seit 1978 bekannt. Bemerkenswert ist dabei, dass die Geschäfte bereits damals als Gestaltungsmissbrauch nach § 42 AO gewertet wurden. Zur Bekämpfung und Verhinderung der Geschäfte führte der Gesetzgeber im Jahr 2016 im Zuge des InvStRefG die neue Vorschrift des § 36a EStG ein. So wird die volle Anrechenbarkeit der Kapitalertragssteuer an die ununterbrochene Zurechnung wirtschaftlichen Eigentums während einer Mindesthaltedauer von 45 Tagen vor und nach dem Dividendenstichtag geknüpft (§ 36a Abs. 1 S. 1 Nr. 1, Abs. 2 S. 1 EStG). Dies erschwert Cum/Cum-Geschäfte insoweit, als dass zwar eine kurzfristige Anteilsverschiebung um den Dividendenstichtag weiterhin möglich bleibt, die für das Funktionieren der Geschäfte erforderliche Anrechnungsmöglichkeit des Steuerinländers allerdings an zusätzliche zeitliche Hürden geknüpft wird. Dadurch erhöht sich für die Akteure das Risiko eines Misserfolgs, da oftmals 45 Tage vor dem Dividendenstichtag die finale Dividendenhöhe noch nicht feststeht. Damit Anleger mit geringen Aktienbeständen nicht in den Anwendungsbereich der Norm fallen, werden nur solche Kapitalerträge berücksichtigt, die im Veranlagungszeitraum mehr als EUR 20.000 betragen (§ 36a Abs. 5 Nr. 1 EStG).
Experten wie der Mannheimer Steuerprofessor Christoph Spengel gingen noch im Januar 2019 davon aus, dass Cum/Cum-Geschäfte weiterhin möglich sind. Das Bundesfinanzministerium prüfte dabei nicht, ob die Cum/Cum-Geschäfte mit Einführung des neuen § 36a EStG tatsächlich unterbunden wurden.
Der EuGH hat in seinem Urteil vom 20. Oktober 2011 ferner entschieden, dass die Bundesrepublik Deutschland dadurch gegen EU-Recht verstoßen hat, dass Dividenden, die an Gesellschaften mit Sitz in anderen Mitgliedstaaten ausgeschüttet werden, einer höheren Besteuerung unterworfen sind als Dividenden, die an Gesellschaften mit Sitz in der Bundesrepublik Deutschland ausgeschüttet werden.

## Entdeckung und Folgen
Bereits im Jahr 1992 warnte August Schäfer, als hessischer Staatskommissar zuständig für die Börsenaufsicht an der Frankfurter Börse (Deutsche Börse AG), vor dieser Praxis. Der damalige hessische Wirtschaftsminister Ernst Welteke erklärte, „daß bei einer größeren Zahl von Fällen ein systematisches und individuelles Zusammenwirken von Maklern und Auftraggebern, also Banken, stattgefunden hat“. Die Praxis blieb jedoch weit verbreitet, bis eine Verwaltungsangestellte im deutschen Bundeszentralamt für Steuern ungewöhnlich hohe Steuererstattungsansprüche aus einem US-amerikanischen Pensionsfonds feststellte.
Bereits im Mai 2011 wurde das Bundesfinanzministerium vom Münchener Oberbürgermeister Christian Ude über Cum/Cum-Geschäfte der DekaBank informiert. Das Ministerium sah jedoch zu diesem Zeitpunkt keinen Handlungsbedarf.
Erst 2012 trat eine Gesetzesänderung in Kraft, die die klassischen Cum-Ex-Geschäfte in Deutschland explizit verhindern sollte. Und erst 2016 gab es eine Gesetzesänderung, die auch Cum-Cum-Geschäfte verhindern sollte.
Recherchen in der Finanzindustrie belegten, dass die Geschäfte bis Oktober 2018 weitergingen.

### Berichterstattung 2016
Am 2. Mai 2016 veröffentlichte ein Rechercheverbund seine Untersuchungen zu Cum/Cum-Geschäften, mit denen Banken ihren Kunden halfen, Kapitalertragsteuern in Millionenhöhe zu vermeiden. Diese Geschäfte „sind in der Bankenwelt seit Jahren ein offenes Geheimnis“ und wurden von vielen deutschen Banken praktiziert. Besonders häufig soll die Commerzbank an den Cum/Cum-Geschäften beteiligt gewesen sein.
2018 wurden die sogenannten CumEx-Files nach einer investigativen Recherche von 19 europäischen Medien unter Leitung des Recherchezentrums Correctiv veröffentlicht. Danach beläuft sich der Schaden in elf europäischen Ländern durch Cum-Cum- und Cum-Ex-Geschäfte auf mindestens 55,2 Milliarden Euro, davon allein über 31 Milliarden Euro für Deutschland. Auch habe es die Bundesregierung über Jahre hinweg unterlassen, ihre europäischen Partnerländer zu warnen, obwohl das Bundesfinanzministerium mindestens seit 2002 von den illegalen Machenschaften wusste. Der europaweite Zusammenschluss aus Investigativ-Journalisten bezeichnete dies als „größten Steuerraub in der Geschichte Europas“.

### Untersuchungsausschuss des Bundestages
Am 19. Februar 2016 beschloss der Deutsche Bundestag auf Betreiben von Grünen und Die Linke einen Untersuchungsausschuss zu Cum-Ex-Geschäften. Bei der Abstimmung über die Einsetzung enthielten sich die Abgeordneten von SPD und Union. Der Ausschuss sollte die Verantwortung von Regierung, Finanzverwaltung und Finanzaufsicht für das Dividendenstripping klären. Ebenfalls sollte geklärt werden, ob es – und falls ja, von wem – Einflussnahmen mit dem Ziel gab, das Modell des Dividendenstrippings nicht oder nicht gänzlich abzuschaffen. Ausschussvorsitzender war der Abgeordnete Hans-Ulrich Krüger (SPD). Die Obleute der Fraktionen waren: Christian Hirte (CDU/CSU-Fraktion), Andreas Schwarz (SPD), Richard Pitterle (Die Linke) und Gerhard Schick (Bündnis 90/Die Grünen). Weitere ordentliche Ausschussmitglieder waren Philipp Graf Lerchenfeld (CSU), Fritz Güntzler (CDU) und Sabine Sütterlin-Waack (CDU). Stellvertretende Ausschussmitglieder waren für die CDU/CSU Matthias Hauer, Anja Karliczek, Bettina Kudla und Hans Michelbach, für die SPD Metin Hakverdi und Sarah Ryglewski, für Die Linke Axel Troost und für die Grünen Lisa Paus.
Arnold Ramackers, ein ehemaliger Finanzrichter aus Düsseldorf, sagte im Untersuchungsausschuss aus. Ramackers soll im Sinne führender Banken Gesetzestexte formuliert haben. Ramackers war unter anderem an der Gesetzesänderung von 2007 beteiligt, die sich als ungeeignet zur Verhinderung von Cum-Ex-Geschäften erwies und damit Banken und Anlegern ermöglichte, für weitere fünf Jahre ungerechtfertigte Ausschüttungen aus dem Steuervolumen zu erlangen. Er hatte Zugang zu Dokumenten, die Parlament und Öffentlichkeit nicht erhalten durften, und hat sie an Banken weitergereicht, so dass diese die neuen Regelungen gleich wieder umgehen konnten. Auch im Zeitraum einer Beurlaubung von September 2008 bis August 2009 vor dem Ruhestand soll Ramackers laut Seite 148 f. des Abschlussberichts des Untersuchungsausschusses für das Ministerium weiter gearbeitet und sich an der Formulierung von Gesetzen beteiligt und an Sitzungen teilgenommen haben, obwohl er während dieses Zeitraums aufgrund eines Beratervertrags vom Bundesverband deutscher Banken, dem Sparkassen- und Giroverband, dem Bundesverband der Deutschen Volksbanken und Raiffeisenbanken und dem BVI Bundesverband Investment und Assetmanagement bezahlt wurde.
Die Beschlussempfehlung und der Abschlussbericht des Untersuchungsausschusses wurden am 21. Juni 2017 vorgestellt (BT-Drs. 18/12700).

### Höhe des Schadens
Die ihm vorgelegte Frage nach der Gesamthöhe des Schadens für den Steuerzahler wurde vom Ausschuss nicht beantwortet. Der Abgeordnete Schick (Die Grünen) kommt in einem Minderheitsvotum auf Grundlage fundierter Schätzungen auf einen Umfang von 7,2 Milliarden Euro im Zeitraum 2005 bis 2011 sowie einen niedrigen einstelligen Milliardenbereich für Fälle vor 2005, insgesamt also 10 Milliarden Euro. Diese Zahl bezieht sich nur auf Cum-Ex-Geschäfte. Andere Schätzungen gehen von 12 Milliarden und sogar 28,5 Milliarden Euro aus.

### Folgen
Bisher zahlten die HypoVereinsbank, die Landesbank Baden-Württemberg und die HSH Nordbank insgesamt knapp 500 Millionen Euro (Stand: September 2016) an den Staat zurück – teils vorläufig, weil die Ermittlungen damals noch andauerten.
Der Initiator des Cum-Ex-Untersuchungsausschusses, Gerhard Schick (Bündnis 90/Die Grünen), sagte 2018, die Situation in Deutschland sei eine „konstruierte Scheinlegalität über Steuergutachten, die [..] von der Finanzindustrie bezahlt wurden.“
Im April 2019 sprach eine Kammer des Bezirksgerichts Zürich den Stuttgarter Rechtsanwalt Eckart Seith vom Vorwurf der Wirtschaftsspionage frei. Seith gilt als Aufklärer im Cum-Ex-Steuerskandal.
Im September 2019 begann erstmals ein Cum-Ex bezogenes Gerichtsverfahren in Deutschland. In einem Prozess vor dem Landgericht Bonn sind zwei britische Aktienhändler angeklagt, den Staat zwischen 2006 und 2011 um 447,5 Millionen Euro betrogen zu haben.
Am 22. November 2019 löste die Verhaftung eines Frankfurter Anwalts der Wirtschaftskanzlei Freshfields Bruckhaus Deringer einen Schock in der Finanzbranche aus. Der Anwalt saß wegen Fluchtgefahr bis kurz vor Weihnachten in Untersuchungshaft und wurde anschließend von der Generalstaatsanwaltschaft Frankfurt am Main wegen Beihilfe zur Steuerhinterziehung angeklagt. Er gilt als Schlüsselfigur und ist in die Insolvenz der Maple Bank verwickelt, die den Strafverfolgern zufolge mit Cum-Ex-Geschäften in Deutschland Steuern in Höhe von rund 383 Millionen Euro hinterzogen hat. Bundesweit ermitteln Staatsanwälte gegen mehr als 400 weitere beschuldigte Banker, Aktienhändler, Steuerexperten und Gutachter. Seit 2019 ist in zahlreichen deutschen Medien vom „größten Steuerskandal in der Geschichte der Bundesrepublik“ die Rede.
Die Täter waren international tätig, für Deutschland allein wurde Anfang 2020 der insgesamt durch Cum-Ex entstandene Steuerschaden in zweistelliger Milliardenhöhe beziffert.
Der Hamburger Senat hatte noch im November 2019 auf eine Anfrage der Partei Die Linke geantwortet, es habe im Zusammenhang Cum-Ex keine persönlichen Gespräche zwischen dem Hamburger Bankhaus Privatbank M.M. Warburg und dem Senat gegeben.
Hamburg verzichtete bis April 2020 auf die Rückforderung der Cum-Ex-Millionen von M.M.Warburg & CO und erhob dann per Steuerbescheid Forderungen in Höhe von 160 Millionen Euro. M.M.Warburg & CO war von 2007 bis 2011 in Cum-Ex-Geschäfte verwickelt. Während gegen Warburg-Banker wegen Cum-Ex-Geschäften ermittelt wurde, gab es Treffen zwischen mehreren SPD-Spitzenpolitikern und Warburg-Bankern. Die Hamburger Behörden blieben untätig, weil sie das Risiko eines Rechtsstreits mit Warburg nicht eingehen wollten. 2016 unterrichteten Ermittler und das Bundesfinanzministerium die Hamburger Finanzbehörde, dass Warburg aus Cum-Ex-Geschäften 2009 rund 47 Millionen Euro unberechtigt aus der Staatskasse eingesteckt hatte. Die Staatsanwaltschaft Köln hatte die Geschäftsräume der Privatbank Warburg durchsuchen lassen – wegen des Verdachts der schweren Steuerhinterziehung. 2016 verzichtete das Hamburger Finanzamt auf die Rückzahlungen von über 47 Millionen Euro.
Im Oktober 2017 wies der damals kommissarische Bundesfinanzminister Peter Altmaier die Hamburger Finanzbehörde an, kurz vor Fristablauf 56,4 Millionen Euro von Warburg zurückzufordern. 2019 schlossen Hamburg und Warburg einen Vergleich, der den Schaden noch erhöht hat, dem zufolge müsse die Privatbank nur 68 Millionen Euro zurückzahlen – obwohl es im da bereits begonnenen Bonner Prozess um 169 Millionen Euro verursachten Schaden der Warburg-Bank selbst und weitere 109 Millionen Euro zweier Cum-Ex-Fonds ihrer Tochter Warburg Invest ging. Im ersten großen Strafprozess um Cum-Ex-Geschäfte in Deutschland hatte der Richter bereits erklärt, der Tatbestand einer Steuerhinterziehung in besonders schwerem Fall sei grundsätzlich erfüllt.
Nach Medienangaben im Februar 2020 wurden am Landgericht Bonn mehrere Strafkammern eigens für Steuerhinterziehungsfälle im Zusammenhang mit Cum-Ex-Transaktionen eingerichtet. Es werde dort „eine regelrechte Prozessflut“ erwartet.
Im ersten Strafprozess wurden Mitte März 2020 zwei britische Aktienhändler wegen mehrfacher Steuerhinterziehung beziehungsweise Beihilfe dazu zu Bewährungsstrafen in Höhe von einem Jahr und zehn Monaten beziehungsweise einem Jahr verurteilt. Einer der Verurteilten muss zudem 14 Millionen Euro zurückzahlen. Da M.M. Warburg von den Geschäften profitierte, muss die Bank knapp 156,6 Millionen Euro zurückzahlen. Sowohl die Verurteilten als auch die Staatsanwaltschaft legten hiergegen Revision vor dem Bundesgerichtshof ein. Dieser verwarf Ende Juli 2021 alle Revisionsanträge.
Am 1. Juni 2021 verurteilte das Landgericht Bonn im Cum-ex-Prozess den ehemaligen Generalbevollmächtigten der Privatbank M.M. Warburg (er war die „rechte Hand“ des langjährigen Bankchefs und Warburg-Mitinhabers Christian Olearius) wegen Beteiligung an schwerer Steuerhinterziehung in 13 Fällen zu mehreren Jahren Haft. (Urteil Stand 1. Juni noch nicht rechtskräftig). Damit stand endgültig fest, dass es sich bei Cum-Ex-Geschäften nicht um die legale Ausnutzung eines Steuerschlupfloches handelt, sondern um eine strafbare Steuerhinterziehung.
Im Zusammenhang mit den eingeleiteten Strafverfahren beschloss die Große Koalition im Dezember 2020 unter dem Bundesfinanzminister Olaf Scholz, die Verjährungsfrist für schwere Steuerhinterziehung von bisher zehn auf nunmehr 15 Jahre anzuheben, sodass die im Zusammenhang mit Cum-Ex begangenen Steuerstraftaten noch weiter verfolgt werden können; ein großer Teil wäre sonst Anfang 2021 verjährt.
Im März 2021 wertete das Oberlandesgericht Frankfurt bei einer Anklage die Cum-Ex-Aktiengeschäfte nicht nur als Steuerhinterziehung, sondern auch als „gewerbsmäßigen Bandenbetrug“, der mit Freiheitsstrafe von bis zu zehn Jahren geahndet werden kann (§ 263 Absatz 3).
Andreas Mosbacher, Richter am BGH, kritisierte in einem Artikel in der Neuen Juristischen Wochenschrift die „schöpferische Rechtsfindung“ des OLG Frankfurt, da sie seiner Meinung nach eine „Abkehr von einer jahrzehntelang gefestigten Rechtsprechung“ des Bundesgerichtshofs und des Bundesfinanzhofs darstellen würde – und das offenbar nur „zum Zwecke einer sonst nicht möglichen Auslieferung“ des Steueranwalts Hanno Berger. Diese Rechtsauffassung dürfe keinen Bestand haben, ansonsten würde sie „richterlicher Beliebigkeit und Willkür Tür und Tor öffnen“.
Dieser Meinung schlossen sich aber weder die maßgeblichen deutschen noch die Schweizer Gerichte an und deshalb wurde Berger ausgeliefert. Berger, der als einer der Initiatoren der Cum-Ex-Geschäfte gilt und gegen den im März 2021 in Abwesenheit ein Prozess vor dem Landgericht Wiesbaden eröffnet wurde, hatte sich bereits 2012 in die Schweiz abgesetzt.
Ende 2020 waren die Wissenschaftlichen Dienste des Bundestags zu dem Ergebnis gekommen, dass die Schweiz im Falle von Steuerhinterziehung niemanden ausliefern würde, wegen Betrugs hingegen schon. Berger wehrte sich gegen seine Auslieferung unter anderem damit, dass er gegen die Richter des Oberlandesgericht Anzeige wegen Rechtsbeugung erstattet hat. Diese Klage hatte keinen Erfolg, er wurde ausgeliefert und im Dezember 2022 wurde er vom Landgericht Bonn wegen Steuerhinterziehung in drei besonders schweren Fällen zu einer Freiheitsstrafe von acht Jahren verurteilt, die dagegen eingelegte Revision wies der Bundesgerichtshof im September 2023 zurück.
Im Mai 2023 wurde er in einem weiteren Verfahren vom Landgericht Wiesbaden ebenfalls wegen Steuerhinterziehung in drei besonders schweren Fällen zu einer Freiheitsstrafe von acht Jahren und drei Monaten verurteilt. Nachdem auch dieses Urteil im Oktober 2024 rechtskräftig geworden ist, ist aus beiden Urteilen eine neue Gesamtstrafe zu bilden, die bis zu fünfzehn Jahre betragen kann.
Gegen zwei von insgesamt vier früheren Aktienhändlern der Hypo-Vereinsbank, gegen die bereits im Oktober 2017 Anklage erhoben worden war, begann im März 2021 der Prozess wegen Steuerhinterziehung. Die anderen zwei konnten wegen der Corona-Pandemie nicht aus dem Ausland anreisen, sodass ihr Fall separat behandelt wird. Der ehemalige Vorgesetzte der vier Angeklagten, Paul Robert Mora, nach dem international gefahndet wird, hat sich in seine Heimat Neuseeland abgesetzt – auch sein Verfahren wird separat behandelt.
Infolge der Entwicklungen wurde im März 2020 beim Bundeszentralamt für Steuern eine aus zwei Gruppen bestehende Sondereinheit eingerichtet. Ihre Aufgabe ist die frühzeitige Erkennung und effektive Bekämpfung missbräuchlicher Steuergestaltungen.
Im Februar 2022 berichtete das Handelsblatt, es seien bei Staatsanwaltschaften in Deutschland eine dreistellige Zahl von Anzeigen von Banken wegen des Verdachts auf Geldwäsche eingegangen. Diese lägen der Financial Intelligence Unit (FIU) in Köln vor, einer Spezialeinheit des Zolls. Diese bestätigte, dass es sich bei den Anzeigen um Fälle im Zusammenhang mit Cum-Ex-Geschäften handele. Die dabei erfolgten Hinterziehungen von Kapitalertragsteuern seien „taugliche Vortaten einer Geldwäsche“.
Im November 2023 sprach man von einem Betrug von „mindestens 10 Milliarden Euro“ und beklagte die Gerichtsverfahren gegen den Wirtschaftsanwalt Prof. Dr. Eckart Seith wegen seiner Rolle als Hinweisgeber.
In einem Bericht zum Steuerbetrug mit Cum-Ex und Cum-Cum sprach im Juni 2024 der Deutschlandfunk von Steuerbetrug mit Cum-Ex (2005–2011) von mindestens 10 Milliarden Euro und Cum-Cum (2001–2016) von weiteren 20 Milliarden Euro. Die hohen (geschätzten) Steuerausfälle durch Dividendenstripping wurden beispielhaft mit den (geringeren) Hartz-IV-Ausgaben (2019) verglichen.
Im Februar 2025 wurde zur Verhandlung der mit Cum-Ex zusammenhängenden Wirtschaftsstrafsachen ein zusätzliches Gerichtsgebäude des Landgerichts Bonn neben dem Amtsgericht Siegburg in unmittelbarer Nähe des ICE-Bahnhofs Siegburg/Bonn eröffnet.

## Razzia beim Bankenverband
Am 4. August 2020 wurde eine von der Staatsanwaltschaft Köln angeordnete Razzia beim Bankenverband (BdB) im Zusammenhang mit dem Cum-Ex-Skandal bekannt. Der BdB und die Ermittler teilten zwar mit, das Verfahren richte sich nicht gegen Verantwortliche des Verbands selbst. Einem Bericht von NDR, WDR und Süddeutscher Zeitung zufolge, aus dem der Spiegel zitiert, suchten die Ermittler durchaus auch nach Hinweisen, ob Beschuldigte versucht haben, über den Verband Einfluss auf die Gesetzgebung zu nehmen. Ziel soll es demnach gewesen sein, neue Schlupflöcher zu finden, um die illegalen Geschäfte fortzuführen.

## Rücktritt Anne Brorhilkers
Oberstaatsanwältin Anne Brorhilker, Chefermittlerin im Cum-Ex-Skandal, teilte im April 2024 überraschend mit, dass sie gekündigt habe und zu Ende Mai 2024 um Entlassung aus dem Beamtenverhältnis gebeten habe. Sie warf der Politik vor, viel zu wenig gegen Steuerkriminalität zu tun. Gegenüber dem WDR äußerte Brorhilker, sie sei mit der Weise, wie in Deutschland Finanzkriminalität verfolgt werde, nicht zufrieden. Täter mit viel Geld und guten Kontakten würden oft auf eine schwach aufgestellte Justiz treffen. Es fehlten Kontrollen der Aktienmärkte und Banken.

## Vernichtung von Bankunterlagen
Laut Kabinettsbeschluss vom August 2023 zum Bürokratieentlastungsgesetz IV sollen für Banken die Aufbewahrungsfristen für Buchungsbelege und Rechnungen auf acht Jahre verkürzt werden. Ohne Belege wäre dann weder eine Anklage noch Steuerrückforderungen möglich. Entsprechend der Verjährungsfrist von 15 Jahren für schwere Steuerhinterziehung müssten daher die Aufbewahrungsfristen auf 15 Jahre erhöht werden. Anne Brorhilker hat daher im September 2024 mit Campact eine Petition gestartet. Diese erreichte über 300.000 Unterschriften. Ziel der Petition war, dass der Bundestag Ende September 2024 dem Gesetzentwurf die Zustimmung verweigert. Andernfalls könnten Banken legal Beweismittel vernichten.
Trotz der hohen Zustimmung zu der Petition wurde der Gesetzesentwurf in geänderter Fassung am 26. September 2024 vom Bundestag mit Stimmen der Regierungsparteien und CDU/CSU angenommen. BSW und Linke kritisierten die Zustimmung in Hinsicht auf die modifizierten Aufnahmefristen, wenngleich diese aufgrund der Cum-Ex Ermittlungen erst mit einer Verzögerung von einem Jahr.